# Dictador

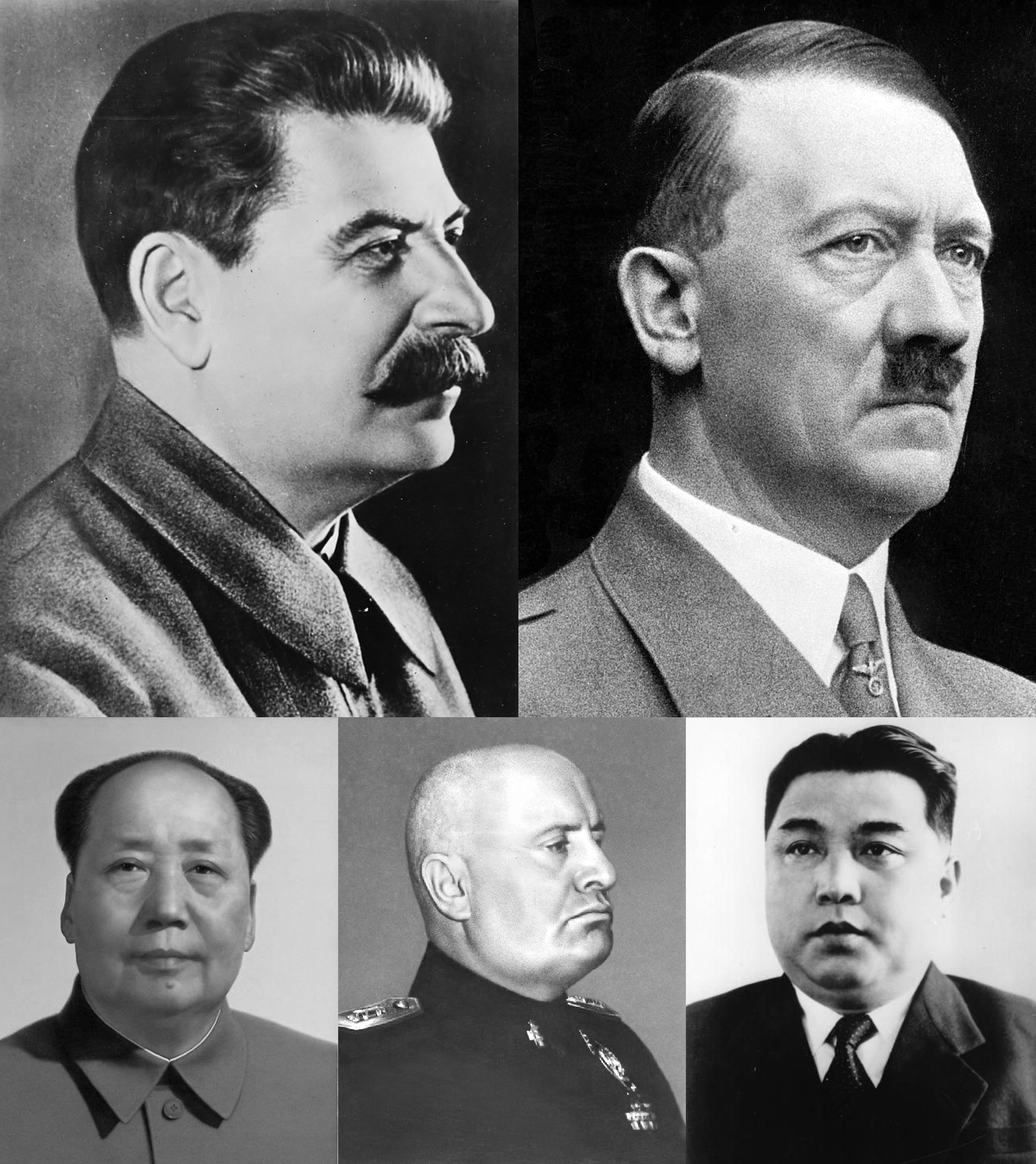
Entre els dictadors sovint acusats de governar règims totalitaris, d’esquerra a dreta i de dalt a baix, hi ha Joseph Stalin, exsecretari general del Partit Comunista de la Unió Soviètica; Adolf Hitler, antic Führer d'Alemanya; Mao Zedong, antic president del Partit Comunista de la Xina; Benito Mussolini, antic duc d'Itàlia; i Kim Il-sung, l'etern president de Corea del Nord.

Un dictador és un líder polític que té el poder absolut. Una dictadura és un estat governat per un dictador o per una petita camarilla. La paraula es va originar com el títol d’un magistrat de la República romana designat pel Senat per governar la república en temps d’emergència (vegeu dictador i justicium romà).
Igual que el terme "tirà" (que originalment era un títol no pejoratiu del grec antic) i, en menor grau, "autòcrata", "dictador" va passar a utilitzar-se gairebé exclusivament com a terme per a un govern opressiu. En l'ús modern, el terme "dictador" s'utilitza generalment per descriure un líder que ostenta o abusa d'una quantitat extraordinària de poder personal. Les dictadures es caracteritzen sovint per algunes de les causes següents: suspensió d’eleccions i llibertats civils; proclamació d’un estat d’excepció; establiment de lleis i normatives per decret; repressió dels opositors polítics; no acatar els procediments de l'estat de dret i el culte a la personalitat. Les dictadures són sovint estats de sistema unipartidista o d’un partit dominant.
S'ha descrit com a dictadors una àmplia varietat de líders que arriben al poder en diferents tipus de règims, com ara juntes militars, estats unipartidistes, estats amb un partit dominant i governs civils sota una reglamentació personal. Poden tenir tendències d'esquerra o de dreta.
Amb l'adveniment dels segles XIX i XX, les dictadures i les democràcies constitucionals van emergir com les dues principals formes de govern del món, eliminant gradualment les monarquies, una de les formes tradicionals de govern esteses fins aleshores. La dictadura i les societats totalitàries generalment empren propaganda política per disminuir la influència dels defensors de sistemes de govern alternatius.

## Etimologia

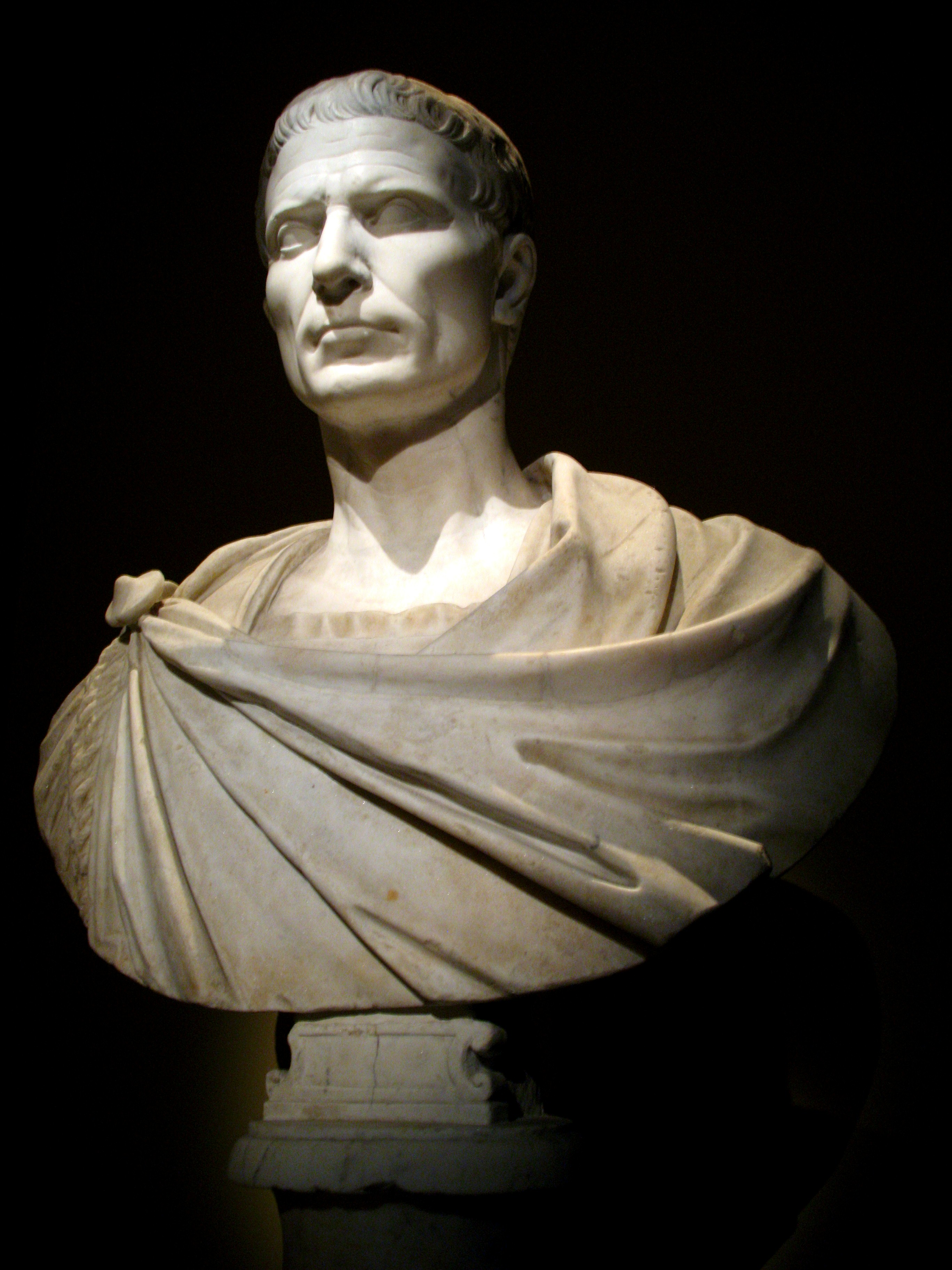
Juli Cèsar va superar els seus oponents de l’antiga Roma per esdevenir dictador de per vida.

Originalment, utilitzat com un recurs d’urgència a la República Romana i a la cultura etrusca, el terme "dictador" no tenia el significat negatiu que té ara. Un dictador era un magistrat que tenia el poder exclusiu durant un temps limitat. Quan acabava el termini estipulat, el poder del dictador es retornava al cònsol romà, amb la qual cosa el dictador havia de retre comptes, tot i que no tots els dictadors van acceptar retornar el poder.
El terme va començar a assumir el seu significat negatiu modern amb Luci Conel·li Sul·la a la dictadura que segueix la segona guerra civil de Sulla, i per la qual esdevé el primer Dictador de Roma per més d'un segle durant el qual el seu ofici fou abolit, eliminant de facto el termini màxim i la necessitat d'aclamació senatorial. Va evitar una crisi constitucional important dimitint del càrrec un any després, i morí uns quants anys més tard. Juli Cèsar va seguir l'exemple de Sulla el 49 aC i el febrer del 44 aC va ser proclamat "Dictador a perpetuïtat", oficialment acabant amb qualssevol limitacions en el seu poder, el qual va mantenir fins al seu assassinat el mes següent.
Després de l'assassinat de Juli, se li va oferir al seu hereu August el títol de dictador, però aquest el va rebutjar. Els successors posteriors també van declinar el títol de dictador i l'ús del títol aviat va disminuir entre els governants romans.

## Era moderna
Ja a la segona meitat del segle xix, el terme dictador tenia implicacions positives ocasionals. Per exemple, durant la revolució hongaresa de 1848, el líder nacional Lajos Kossuth va ser anomenat sovint dictador, sense cap connotació negativa, per part dels seus partidaris i detractors, tot i que el seu títol oficial era el de regent-president. Quan va crear un executiu provisional a Sicília durant l'Expedició dels Mil el 1860, Giuseppe Garibaldi va assumir oficialment el títol de "Dictador" (vegeu Dictadura de Garibaldi). Poc després, durant l'aixecament de gener de 1863 a Polònia, "Dictador" també era el títol oficial de quatre líders, el primer Ludwik Mierosławski.
Passat aquest temps, però, el terme dictador va assumir una connotació invariablement negativa. En l’ús popular, una dictadura s'associa sovint amb brutalitat i opressió. Com a resultat, sovint també s'utilitza com a terme d’abús contra opositors polítics. El terme també s'ha associat a la megalomania. Molts dictadors creen un culte a la personalitat al seu voltant i també han arribat a atorgar-se títols i honors cada vegada més grandiloqüents. Per exemple, Idi Amin Dada, que havia estat tinent de l'exèrcit britànic abans de la independència d'Uganda de la Gran Bretanya l'octubre de 1962, es va denominar posteriorment "Excelència, President a perpetuïtat, Mariscal de camp Al Hadji Doctor [A] Idi Amin Dada, VC, [B] DSO, MC, Conqueridor de l'Imperi Britànic a Àfrica en general i Uganda en particular". A la pel·lícula El gran dictador (1940), Charles Chaplin va satiritzar no només Adolf Hitler, sinó la mateixa institució de la dictadura.

### Dictadura benèvola
Una dictadura benèvola es refereix a un govern en què un líder autoritari exerceix el poder polític absolut sobre l’Estat, però es percep que ho fa tenint en compte el benefici de la població en general, en contrast amb l'estereotip decididament malèvol d’un dictador. Un dictador benèvol pot permetre que existeixi alguna liberalització econòmica o presa de decisions democràtiques, com ara mitjançant referèndums públics o representants elegits amb un poder limitat, i sovint fa preparatius per a una transició a una democràcia genuïna durant o després del seu mandat. Es podria considerar com una república una forma de despotisme il·lustrat. L'etiqueta s'ha aplicat a líders com Ioannis Metaxas de Grècia (1936-1941), Josip Broz Tito de Iugoslàvia (1953-80), i Lee Kuan Yew de Singapur (1959-90).

### Funcions militars
L’associació entre un dictador i l'exèrcit és habitual; molts dictadors s'esforcen molt per destacar les seves connexions amb els militars i sovint porten uniformes militars. En alguns casos, això és legítim fins que prenen el poder; Francisco Franco va ser tinent general de l'exèrcit espanyol abans de convertir-se en cap d'Estat d'Espanya; Manuel Noriega va ser oficialment comandant de les Forces de Defensa de Panamà. En altres casos, l'associació és una simple pretensió.

### Manipulació de masses
Alguns dictadors han estat amos de la manipulació de multituds, com ara Mussolini i Hitler. Altres eren més prosaics, com Stalin i Franco. Normalment, l'equip del dictador pren el control de tots els mitjans de comunicació, censura o destrueix l'oposició i dona fortes dosis de propaganda diària, sovint construïdes al voltant d'un culte a la personalitat.
Mussolini i Hitler van utilitzar títols similars i modestos que es referien a ells com "el líder". Mussolini va utilitzar "Il Duce" i Hitler es va referir generalment a "der Führer". Franco va utilitzar un títol similar "El Caudillo" ("el cap") i per a Stalin el seu nom adoptat es va convertir en sinònim del seu paper de líder absolut. Per a Mussolini, Hitler i Franco, l’ús de títols modestos i no tradicionals mostrava el seu poder absolut encara més fort ja que no en necessitaven cap, ni tan sols una legitimitat històrica.

### Crítica
S'ha criticat l'ús del terme "dictador" als mitjans de comunicació occidentals com a "Manera d'anomenar el govern que no ens agrada". Els líders que generalment es considerarien autoritaris però que s'alien amb els EUA com Paul Biya o Nursultan Nazarbayev poques vegades s'anomenen "dictadors", mentre que els líders de països contraris a la política dels EUA com Nicolas Maduro o Bashar Al-Assad tenen el terme aplicat molt més liberalment.

### Títols formals

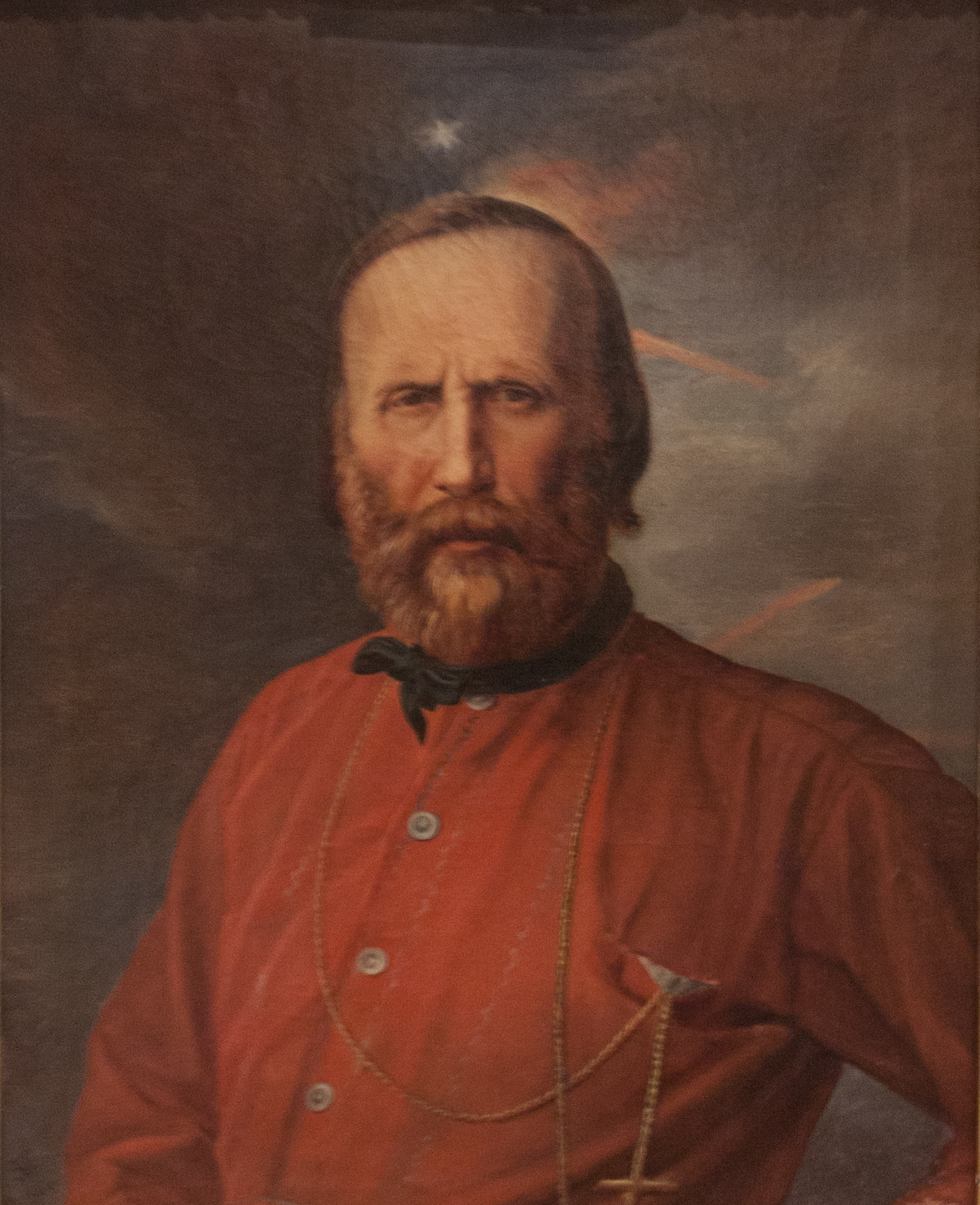
Giuseppe Garibaldi es va proclamar dictador de Sicília el 1860.

A causa de les seves connotacions negatives i pejoratives, els líders autoritaris moderns utilitzen molt rarament el terme dictador en els seus títols formals, i en canvi solen tenir el títol de president. Al segle xix, però, el seu ús oficial era més comú:
- El govern dictatorial de Sicília (27 de maig - 4 de novembre de 1860) fou un govern executiu provisional nomenat per Giuseppe Garibaldi per governar Sicília. El govern va acabar quan l'annexió de Sicília al Regne d'Itàlia va ser ratificada per plebiscit.
- Romuald Traugutt va ser dictador el 17 d'octubre de 1863 - 10 d'abril de 1864
- El govern dictatorial de les Filipines (1898 - 1898) va ser un govern insurgent a les Filipines que estava dirigit per Emilio Aguinaldo amb el títol formal de dictador. El govern revolucionari fou substituït pel govern revolucionari amb Aguinaldo com a president.

## Abusos de drets humans
Amb el pas del temps, se sap que els dictadors utilitzen tàctiques que violen els drets humans. Per exemple, sota el dictador soviètic Joseph Stalin, la política governamental va ser aplicada per la policia secreta i el sistema de camps de treball de presons del sistema Gulag. La majoria dels presos del Gulag no eren presos polítics, tot i que es podia trobar un nombre significatiu de presos polítics als camps en qualsevol moment. Les dades recopilades dels arxius soviètics indiquen que la xifra de morts als gulags va ser de 1.053.829. Altres violacions dels drets humans per part de l'estat soviètic van incloure l'experimentació humana, l'ús de la psiquiatria com a arma política i la negació de la llibertat de religió, reunió, expressió i associació.
Pol Pot es va convertir en el dictador de Cambodja el 1975. En total, es calcula que 1,7 milions de persones (d’una població de 7 milions) van morir a causa de les polítiques de la seva dictadura que va durar quatre anys. Com a resultat, Pol Pot de vegades es descriu com "el Hitler de Cambodja" i "un tirà genocida".
El Tribunal Penal Internacional va emetre una ordre d'arrest per al dictador militar sudanès Omar al-Bashir per presumptes crims de guerra a Darfur.